# Мырзатобе
Мырзатобе (каз. Мырзатөбе, до 2008 г. — Макталы) — село в Мактааральском районе Туркестанской области Казахстана. Входит в состав сельского округа Жолдабая Нурлыбаева. Код КАТО — 514473500.

## Население
В 1999 году население села составляло 719 человек (375 мужчин и 344 женщины). По данным переписи 2009 года, в селе проживало 886 человек (438 мужчин и 448 женщин).